# (2331) Parvulesco
(2331) Parvulesco ist ein Asteroid des Hauptgürtels, der am 12. März 1936 vom belgischen Astronomen Eugène Joseph Delporte in Ukkel entdeckt wurde.
Der Asteroid ist dem rumänischen Astronomen Constantin Pârvulescu sowie dessen Kindern Carina und Antares gewidmet.